# Aqjaıyq FK
Aqjaıyq FK Oral (Kazachs Ақжайық ФК Орал) is een voetbalclub uit Oral in Europees Kazachstan.
De club werd in 1968 opgericht onder de naam FK Oeralets Oeralsk (Russisch ФК Уралец Уральск). Als een van de weinige clubs in de voormalige Sovjet-Unie haalt de ploeg het einde van de USSR zonder naamswijziging.
Bij het begin van de onafhankelijke Kazachse Premjer-Liga in 1992 wordt de naam alleen een beetje aangepast aan het Kazachse taalgebruik: Uralec FK Uralsk (Kazachs Уралец ФК Уральск: het Kazachse alfabet wordt - in afwachting van de aangekondigde overstap naar een aangepast Latijns alfabet - officieel met de zogeheten Qaydar-transcriptie omgezet en in het Kazachs staat het begrip Футбол Клубы (ФК) achter de clubnaam, terwijl de Russische voetbalclubs juist beginnen met Футбольный Клуб (ФК)). In 1993 zorgt een sponsor voor de eerste naamsverandering: Uralec-ARMA FK Uralsk (Kazachs Уралец- АРМА ФК Уральск), in 1994 zorgt de officiële wijziging van de naam van de stad voor de tweede: Uralec-ARMA FK Oral (Kazachs Уралец-АРМА ФК Орал). Datzelfde jaar degradeert de ploeg voor het eerst uit de Premjer-Liga; in 1997 wordt de club 2de in de Pervoj-Liga onder de naam Jangir FK Oral (Kazachs Жангір ФК Орал) en de terugkeer op het hoogste niveau wordt in 1998 gevierd met alweer een nieuwe naam: Narın FK Oral (Kazachs Нарын ФК Орал). Naam en verblijf in de Premjer-Liga blijken ditmaal slchts één jaar houdbaar, want vanaf 1999 is de ploeg actief in de Pervoj-Liga als Batıs FK Oral (Kazachs Батыс ФК Орал). In 2003 promoveert de vereniging weer en in 2004 wordt gekozen voor de huidige naam, Aqjaıyq FK Oral (Kazachs Ақжайық ФК Орал). Datzelfde jaar degradeert de ploeg linea recta van de Premjer-Liga naar de Tweede Divisie; van 2006 t/m 2009 wordt gespeeld in de Eerste Divisie, maar in 2010 is de club weer terug aan de top; ook nu weer duurt het verblijf slechts één jaar, maar reeds in 2012 kan de volgende promotie gevierd worden.

## Erelijst
-

## Historie in dePremjer-Liga
| Jaar | Competitie   | Prestatie                                                        | (Naam)                |
| ---- | ------------ | ---------------------------------------------------------------- | --------------------- |
| 1992 | Topdivisie   | 9de plaats in voorrondegroep A, 16de (2de) in de degradatiegroep | Uralec FK Uralsk      |
| 1993 | Topdivisie   | 8de plaats in voorrondegroep A, 15de (3e) in de degradatiegroep  | Uralec-ARMA FK Uralsk |
| 1994 | Topdivisie   | 16de plaats in de competitie en gedegradeerd                     | Uralec-ARMA Oral      |
| 1995 | Topdivisie   |                                                                  |                       |
| 1996 | Topdivisie   |                                                                  |                       |
| 1997 | Topdivisie   |                                                                  |                       |
| 1998 | Topdivisie   | 14de plaats in de competitie en gedegradeerd                     | Narın FK Oral         |
| 1999 | Topdivisie   |                                                                  |                       |
| 2000 | Topdivisie   |                                                                  |                       |
| 2001 | Topdivisie   |                                                                  |                       |
| 2002 | Superliga    |                                                                  |                       |
| 2003 | Superliga    | 16de plaats in de competitie                                     | Batıs FK Oral         |
| 2004 | Superliga    | 17de plaats in de competitie en gedegradeerd                     |                       |
| 2005 | Superliga    |                                                                  |                       |
| 2006 | Superliga    |                                                                  |                       |
| 2007 | Superliga    |                                                                  |                       |
| 2008 | Premjer-Liga |                                                                  |                       |
| 2009 | Premjer-Liga |                                                                  |                       |
| 2010 | Premjer-Liga | 11de plaats in de competitie en gedegradeerd                     |                       |
| 2011 | Premjer-Liga |                                                                  |                       |
| 2012 | Premjer-Liga | 8ste plaats in de competitie                                     |                       |
| 2013 | Premjer-Liga | n.n.b.                                                           |                       |

## Naamsveranderingen
Alle naamswijzigingen van de club op een rijtje:
| Jaar (Datum) | Nieuwe naam (Russisch: Nederlandse transcriptie) (Kazachs: Qaydar-transcriptie) | Nieuwe Russische naam (t/m 1991) | Nieuwe Kazachse naam (vanaf 1992) |
| ------------ | ------------------------------------------------------------------------------- | -------------------------------- | --------------------------------- |
| 1968         | FK Oeralets Oeralsk                                                             | ФК Уралец Уральск                |                                   |
| 1992         | Uralec FK Uralsk                                                                |                                  | Уралец ФК Уральск                 |
| 1993         | Uralec-ARMA FK Uralsk                                                           |                                  | Уралец- АРМА ФК Уральск           |
| 1994         | Uralec-ARMA FK Oral                                                             |                                  | Уралец-АРМА ФК Орал               |
| 1997         | Jangir FK Oral                                                                  |                                  | Жангір ФК Орал                    |
| 1998         | Narın FK Oral                                                                   |                                  | Нарын ФК Орал                     |
| 1999         | Batıs FK Oral                                                                   |                                  | Батыс ФК Орал                     |
| 2004         | Aqjayik FK Oral                                                                 |                                  | Ақжайық ФК Орал                   |

## Bekende (oud-)spelers
- Milanko Rašković

- Moses Sakyi

- Borut Semler

Akademija ·
Aqjaıyq ·
Aqtöbe B ·
FC Arys ·
Astana FK-M ·
Ekibastuz ·
Jeńis ·
Kairat-Zhas ·
Kyran Shymkent ·
Yelimay Semay ·
Taraz ·
FC Khan Tengri ·
Turan ·
FC Turkistan ·
Zhas Kyran Almati